# Odostomia pocahontasae
Odostomia pocahontasae is een slakkensoort uit de familie van de Pyramidellidae. De wetenschappelijke naam van de soort is voor het eerst geldig gepubliceerd in 1914 door John B. Henderson en Paul Bartsch.
De soort werd opgevist in de baai van Chincoteague in de Amerikaanse staat Virginia in juli 1913.
De soort is genoemd naar de Powhatan-prinses Pocahontas, net als Turbonilla pocahontasae die de auteurs in dezelfde buurt ontdekten.